# エルトン・スーパー・ライヴ 〜栄光のモニュメント〜
『エルトン・スーパー・ライヴ 〜栄光のモニュメント〜』（Elton John live in Australia with the Melbourne Symphony Orchestra）は、1987年に発表されたエルトン・ジョンのライブ・アルバム。その映像版についても記述する。

## 解説
長期間行われたライブ・ツアー「TOUR DE FORCE」のハイライトとして企画された、1986年12月14日のメルボルン交響楽団との競演をアルバム化したもの。初期のアルバムで多く見られた、弦楽器を多く取り入れた楽曲が再現された。
長期にわたるツアーのため、エルトンの喉の状態は非常に悪く擦れがちで、高音が必要な幾つかの曲ではキーを下げて歌っている。このアルバムの発売年に手術を行い、彼の声はかなり低く太くなり、ボーカル・スタイルも若干の変容を遂げた。
この日のライブは、第一部、第二部に分かれており、第二部が交響楽団との競演。一部はバンドを率いてのロック・コンサートであった。二部ではエルトンはモーツァルトのコスプレで挑んでいる。
他に映像版がリリースされており、一部、二部をそれぞれ編集したものが発売されていた。日本版タイトルは『コンプリート・ライヴ』だが、収録漏れの曲も多い。

## 収録曲

### CD版
1. 60才のとき - "Sixty Years On"
2. 君は護りの天使 - "I Need You To Turn To"
3. 驚きのお話 - "The Greatest Discovery"
4. トゥナイト - "Tonight"
5. 悲しみのバラード - "Sorry Seems to Be the Hardest Word"
6. 王は死ぬものだ - "The King Must Die"
7. パイロットにつれていって - "Take Me to the Pilot"
8. 可愛いダンサー - "Tiny Dancer"
9. 罪人にあわれみを - "Have Mercy On The Criminal"
10. マッドマン - "Madman Across the Water"
11. 風の中の火のように（キャンドル・イン・ザ・ウインド） - "Candle in the Wind"
12. 布教本部を焼き落とせ - "Burn Down the Mission"
13. 僕の歌は君の歌 - "Your Song"
14. 僕の瞳に小さな太陽 - "Don't Let the Sun Go Down On Me"

### 映像版
コンプリート・ライヴ Vol.1/TOUR DE FORCE Live in Australia：featuring the elton john band
1. 葬送 - "Funeral For A Friend"
2. ちっぽけな町 - "One Horse Town"
3. ロケットマン - "Rocket Man"
4. あばずれさんのお帰り - "The Bitch Is Back"
5. ダニエル - "Daniel"
6. メドレー - "Medley"
  - ソング・フォー・ユー - "Song For You"
  - ブルー・アイズ - "Blue Eyes"
  - ブルースはお好き？ - "I Guess That's Why They Call It The Blues"
7. ベニーとジェッツ - "Bennie And The Jets"
8. サッド・ソングス - "Sad Songs (Say So Much)"
9. アイム・スティル・スタンディング - "I'm Still Standing"

コンプリート・ライヴ Vol.2/TOUR DE FORCE Live in Australia：featuring the melbourne symphony orchestra
1. 60才のとき - "Sixty Years On"
2. 君は護りの天使 - "I Need You To Turn To"
3. 驚きのお話 - "The Greatest Discovery"
4. 悲しみのバラード - "Sorry Seems to Be the Hardest Word"
5. 王は死ぬものだ - "The King Must Die"
6. パイロットにつれていって - "Take Me to the Pilot"
7. 罪人にあわれみを - "Have Mercy On The Criminal"
8. 僕の瞳に小さな太陽 - "Don't Let the Sun Go Down On Me"
9. 風の中の火のように - "Candle in the Wind"
10. 布教本部を焼き落とせ - "Burn Down the Mission"
11. 僕の歌は君の歌 - "Your Song"
12. 土曜の夜は僕の生きがい - "Saturday Night's Alright For Fighting"

### 実際のライブでのセットリスト
第1部
1. 葬送 - "Funeral For A Friend" ※映像盤のみ収録
2. ちっぽけな町 - "One Horse Town" ※映像盤のみ収録
3. ロケットマン - "Rocket Man" ※映像盤のみ収録
4. あばずれさんのお帰り - "The Bitch Is Back" ※映像盤のみ収録
5. ダニエル - "Daniel" ※映像盤のみ収録
6. メドレー - "Medley" ※映像盤のみ収録
  - ソング・フォー・ユー - "Song For You"
  - ブルー・アイズ - "Blue Eyes"
  - ブルースはお好き？ - "I Guess That's Why They Call It The Blues"
7. ベニーとジェッツ - "Bennie And The Jets" ※映像盤のみ収録
8. ハートエイク - "Heartache All Over The World" ※未収録
9. サッド・ソングス - "Sad Songs (Say So Much)" ※映像盤のみ収録
10. ジス・タウン - "This Town"　未収録。
11. アイム・スティル・スタンディング - "I'm Still Standing" ※映像盤のみ収録

第2部
1. 60才のとき - "Sixty Years On"
2. 君は護りの天使 - "I Need You To Turn To"
3. 驚きのお話 - "The Greatest Discovery"
4. トゥナイト - "Tonight"　CD盤のみ収録。
5. 悲しみのバラード - "Sorry Seems to Be the Hardest Word"
6. 王は死ぬものだ - "The King Must Die"
7. 心はさむいクリスマス - "Cold As Christmas (In The Middle Of The Year)" ※未収録
8. パイロットにつれていって - "Take Me to the Pilot"
9. カーラのエチュード - "Carla/Etude" ※未収録。のちに「トゥ・ビー・コンティニュード」に収録
10. 可愛いダンサー - "Tiny Dancer" ※CD盤のみ収録
11. 罪人にあわれみを - H"ave Mercy On The Criminal"
12. スロウ・リヴァー - "Slow Rivers" ※未収録
13. マッドマン - "Madman Across The Water" ※CD盤のみ収録
14. 僕の瞳に小さな太陽 - "Don't Let the Sun Go Down On Me"
15. 風の中の火のように - "Candle in the Wind"
16. 布教本部を焼き落とせ - "Burn Down the Mission"
17. 僕の歌は君の歌 - "Your Song"
18. 土曜の夜は僕の生きがい - "Saturday Night's Alright For Fighting" ※映像盤のみ収録

## 演奏者
- エルトン・ジョン - ピアノ、ボーカル
- デイビー・ジョンストン - ギター、コーラス
- デヴィッド・ペイトン - ベース
- チャーリー・モルガン - ドラム
- フレッド・マンデル - シンセサイザー、キーボード
- レイ・クーパー - パーカッション
- ジョディ・リンスコット - パーカッション
- アラン・カーヴェル、シャリー・ルイス、ゴードン・ネヴィル - バッキングボーカル
- オンワード・インターナショナル・ホーンズ
  - デヴィッド・ビテリ、リック・テイラー、ラウル・ド・オリベリア、ポール・スポング - ブラス
- ジェームズ・ニュートン・ハワード - 指揮者
- メルボルン交響楽団

## 製作
- ガス・ダッジョン - プロデューサー
- ジョン・リード - マネージメント